# Panggungsari
Panggungsari is een bestuurslaag in het regentschap Trenggalek van de provincie Oost-Java, Indonesië. Panggungsari telt 1470 inwoners (volkstelling 2010).